# Susanne Cramer
Susanne Cramer (Francoforte sul Meno, 3 dicembre 1936 – Hollywood, 7 gennaio 1969) è stata un'attrice tedesca.
È deceduta negli Stati Uniti a 32 anni a causa della polmonite.

## Filmografia parziale

### Cinema
- Assassini della domenica (Les assassins du dimanche), regia di Alex Joffé (1956)
- Witwer mit 5 Töchtern, regia di Erich Engels (1957)
- Vacanze a Ischia, regia di Mario Camerini (1957)
- Der Greifer, regia di Eugen York (1958)
- X 9 agente Interpol (Schwarze Nylons - Heiße Nächte), regia di Alfred Braun e Erwin Marno (1958)
- Drei Mann in einem Boot, regia di Helmut Weiss (1961)
- Accusa di omicidio (Unter Ausschluß der Öffentlichkeit), regia di Harald Philipp (1961)
- I due seduttori (Bedtime Story), regia di Ralph Levy (1964)

### Televisione
- Codice Gerico (Jericho) – serie TV, episodio 1x01 (1966)